# Andronovka (stanice Moskevského centrálního okruhu)
Andronovka (rusky Андроновка) je stanice na Moskevském centrálním okruhu. Zde je možné přestoupit na stejnojmennou zastávku na kazaňském a rjazaňském směru Moskevské železnice, která se nachází v blízkosti a která je obsluhována vlaky na lince MCD-3.

## Charakter stanice
Stanice Andronovka se nachází v čtvrti Pěrovo mezi projezdem Frezer (Проезд Фрезер) a Druhou ulicí Entuziastov (2-я улица Энтузиастов) na sever od křížení Moskevského centrálního okruhu s moskevskou železnicí kazaňského a rjazaňského směru.
Vestibul bílé barvy se nachází nad oběma nástupišti, východy z něho směřují k oběma přilehlým ulicím i k zastávce Frezer. U hrany bočního nástupiště zastavují vlaky, které jedou ve směru hodinových ručiček, u nástupiště ostrovního zastavují vlaky, které jedou naopak. Jedná se o jednu z konečných stanic na Moskevském centrálním okruhu, zde se totiž nachází odstavný park, kam se vlaky přesouvají na noc.
V roce 2018 bude zprovozněn přímý průchod pro pěší mezi stanicí Moskevského centrálního okruhu a zastávkou Frezer.